# Dušan Novaković
Dušan Novaković (Kikinda, 17 febbraio 1998) è un giocatore di football americano serbo, che gioca nel ruolo di defensive lineman per i Tirol Raiders.
Ha giocato nelle giovanili dei Novi Sad Wild Dogs ed è successivamente passato agli Inđija Indians, ai Warsaw Eagles, agli Schwäbisch Hall Unicorns, ai Mallorca Voltors, ai Banja Luka Rebels, ai Calanda Broncos e in due distinte occasioni ai Panthers Wrocław. Dal 2025 gioca per i Tirol Raiders.

## Palmarès
- 1 Baltic League (Warsaw Eagles,  2019)
- 1 Superfinał (Warsaw Eagles,  2019)
- 1 Swiss Bowl (Calanda Broncos, 2023)